# Anillo vial periférico de Lima
El anillo vial periférico de Lima es un proyecto de autopista de circunvalación en el área metropolitana de Lima, capital del Perú. Tendrá una longitud de 34.8 kilómetros. Contará con seis carriles (tres por sentido) con peaje en la vía expresa principal y con cuatro vías auxiliares (2 por sentido) libres de peaje.
Su construcción iniciaría entre 2026 y 2027, y se prevé su apertura por etapas desde 2030, mientras que la operación completa iniciará entre 2035 y 2036, con un plazo de concesión de 30 años. La inversión proyectada es de más de 3 mil 400 millones de dólares.
El proyecto consta de tres tramos: el tramo 1, con una longitud de 8.7 kilómetros, va desde el óvalo 200 millas (Callao) hasta la carretera Panamericana Norte (a la altura del óvalo Naranjal). El tramo 2, de 15.1 kilómetros, consiste desde la carretera Panamericana Norte hasta la autopista Ramiro Prialé; y el tramo 3, de 11 kilómetros, sigue desde la autopista Ramiro Prialé hasta la avenida Circunvalación (antes de llegar a la avenida Agustín de la Rosa Toro).

## Historia
El anillo vial se incluyó como vía periférica de Lima en el plan de desarrollo urbano de Lima-Callao de 1992. Presentado por la Municipalidad de Lima al gobierno central (en específico a los sectores Presidencia y al de Transportes, Comunicaciones, Vivienda y Construcción de entonces), el plan de desarrollo indicaba una vía que conecte a San Juan de Lurigancho con el cono Norte y Este por medio de túneles. La obra fue presentada por una iniciativa privada en 1994 para ser inaugurada en el año 2000 con la condición de que Estado peruano saneara las avenidas intervenidas para iniciar el concurso público. Sin embargo, fue considerada un elefante blanco por el fujimorato, que terminó subestimando el futuro potencial económico del puerto del Callao y del aeropuerto Jorge Chávez. El proyecto quedó archivado en 1996.
En 2014, la constructora española Ferrovial se interesó por el proyecto, planteando su construcción en solamente 7 años. En 2015, la Agencia de Promoción de la Inversión Privada admitió el proyecto dentro de su cartera, y su declaratoria de viabilidad por parte del Ministerio de Economía y Finanzas (MEF) fue promulgada  en 2016. En junio del 2017, el consorcio fue reorganizado, quedando la constructora española Ferrovial como única proponente. En abril de 2024, la obra se adjudicó a la constructora española al no haberse presentado otras empresas en el proceso de licitación.
La constructora inició con los estudios de mecánica de suelos en el tramo 1 en enero de 2025. Se prevé el inicio de su construcción en 2026 cuando todas las viviendas de su trazado hayan sido expropiadas.

## Alcances del proyecto
Los elementos de construcción más importantes son dos túneles dobles de aproximadamente 2 kilómetros de longitud cada uno, localizados en el Tramo 2. Un túnel atravesará el área reservada de las Lomas de Amancaes, y el otro túnel, las Lomas de Mangomarca. Asimismo, se incluyen 11 viaductos, 16 pasos inferiores, 18 pasos superiores y 11 intersecciones.
Según la concesionaria, será un elemento principal para el desarrollo logístico del Puerto del Callao (85% de la carga nacional) y el ordenamiento del transporte de carga entre las vías de entrada y salida de Lima con los centros logísticos, como: el Aeropuerto Internacional Jorge Chávez, el Puerto del Callao y el Gran Mercado Mayorista de Lima. Asimismo, reducirá la congestión existente en las principales avenidas del norte y este de Lima y Callao, generando un ahorro de 50 mil horas día en atascos.
La vía contará con un corredor de transporte público, bajo los sistemas de autobuses BRT, que facilitará el desplazamiento mediante paraderos debidamente ubicados.

## Construcción
Consta de tres fases:

### 1ª fase: periférico vial norte
Su construcción iniciará entre 2025 y 2026. Cubrirá 8.7 kilómetros y tendrá su inicio en el cruce de las avenidas Elmer Faucett y Gambetta (óvalo 200 Millas), recorrerá por Canta Callao hasta la avenida Naranjal, en cuya intersección se construirá un paso a desnivel en óvalo. Después, continuará por la avenida Naranjal cruzando con paso a desnivel a las avenidas Universitaria y Las Palmeras, la carretera Panamericana Norte, y la avenida Túpac Amaru. Al llegar al distrito de Independencia (Lima), se pasará por la calle 1, las avenidas Huamachuco y José Gabriel Condorcanqui, y calle 31, para luego ingresar al primer túnel con una longitud aproximada de 1.5 kilómetros, que unirá el distrito de Independencia con el distrito de San Juan de Lurigancho.

### 2ª fase: periférico vial centro
Es el tramo con mayor complicación técnica por atravesar un ramal costero de las estribaciones andinas. Iniciaría en enero de 2026 y culminaría en 2031. Con 15.1 kilómetros, el tramo comienza en la salida del túnel 1. Al llegar al distrito de San Juan de Lurigancho, la autopista continuará por la avenida El Sol, cruzando con paso a desnivel a las avenidas Próceres de la Independencia, 13 de Enero y Santa Rosa, para luego ingresar al Túnel El Sol a la altura del Penal de Lurigancho.

### 3ª fase periférico vial sur
Iniciaría en 2031 y culminará en 2034. Con 11 kilómetros, el tramo iniciará en la autopista Ramiro Prialé, posteriormente, pasará por las avenidas El Rosal, 22 de Julio y Separadora Industrial, y finalizará en la avenida Circunvalación en el distrito de San Luis.

## Polémicas
Expertos en transporte urbano alegan que, el proyecto está desfasado en al menos 20 años respecto a su trazado y demanda. Recomiendan su construcción a la par con la vía periurbana de Lima, incluida en el Plan Metropolitano de Lima en 2020, cuyo trazado evita gran parte de la ciudad (vía directa entre Pachacámac y Ancón). Así mismo, señalan que este tipo de autopistas urbanas generan mayor congestión en el mediano plazo debido al fenómeno conocido como «tráfico inducido», presente en las autopistas urbanas de México y Estados Unidos; y generan islas de calor debido a la enorme cantidad de concreto y asfalto utilizado, frente a la poca presencia de vegetación y tratamiento verde.

### Tala de árboles en la avenida Separadora Industrial
En 2023, los vecinos de la avenida Separadora Industrial se opusieron a que la autopista recorra dicha vía, ya que a lo largo de su trazado (7 kilómetros), se encuentra uno de los bosques urbanos más grandes de Lima que sería talado. El total de áreas verdes que se perdería afectaría las 40 hectáreas que hoy conforma este bosque urbano. En consecuencia, conformaron el Comité de Defensa del Arbolado de Separadora Industrial o CODEASI. La asociación denuncia que los medios y autoridades no hacen eco del conflicto socioambiental por la pérdida de dicho bosque urbano.

### Expropiación de viviendas
Vecinos de los distritos de Independencia y San Juan de Lurigancho se han opuesto a ceder las viviendas afectadas por el trazado de la autopista y sostienen que el MTC no les está reconociendo el costo real de sus predios. Cabe remarcar que estos lotes fueron adquiridos de forma ilegal durante las oleadas migratorias de las décadas de los 80 y 90, que causaron la 'invasión' de terrenos pertenecientes al Estado. Ante la posición de los pobladores, en 2024, el MTC declaró que los propietarios están recibiendo 25% más del costo tasado inicialmente. En octubre de 2024, con el fin de acelerar procesos, el MTC delegó a la empresa concesionaria todas las funciones de negociación y demolición de los lotes afectados.